# Temporada 1999-2000 de los Golden State Warriors
La temporada 1999-2000 fue la quincuagésimo cuarta de los Warriors en la NBA, la trigésimo octava en el Área de la Bahía de San Francisco, a donde llegaron procedentes de Filadelfia, y la vigesimonovena en la ciudad de Oakland con la denominación de Golden State Warriors. La temporada regular acabó con 19 victorias y 63 derrotas, acabando en la decimotercera posición de la Conferencia Oeste, no logrando clasificarse para los playoffs.

## Elecciones en elDraft
| Ronda | Puesto | Jugador     | Posición  | Nacionalidad   | Universidad |
| ----- | ------ | ----------- | --------- | -------------- | ----------- |
| 1     | 21     | Jeff Foster | Ala-Pívot | Estados Unidos | Texas State |
| 2     | 56     | Tim Young   | Pívot     | Estados Unidos | Stanford    |

## Temporada regular
| División Pacífico        | División Pacífico | División Pacífico | División Pacífico | División Pacífico | División Pacífico | División Pacífico | División Pacífico | División Pacífico |
| Equipo                   | G                 | P                 | %                 | PD                | Casa              | Fuera             | Div               |                   |
| ------------------------ | ----------------- | ----------------- | ----------------- | ----------------- | ----------------- | ----------------- | ----------------- | ----------------- |
| y-Los Angeles Lakers     | 67                | 15                | .817              | –                 | 36–5              | 31–10             | 20–4              |                   |
| x-Portland Trail Blazers | 59                | 23                | .720              | 8                 | 30–11             | 29–12             | 21–3              |                   |
| x-Phoenix Suns           | 53                | 29                | .646              | 14                | 32–9              | 21–20             | 15–9              |                   |
| x-Seattle SuperSonics    | 45                | 37                | .549              | 22                | 24–17             | 21–20             | 12–12             |                   |
| x-Sacramento Kings       | 44                | 38                | .537              | 23                | 30–11             | 14–27             | 9–15              |                   |
| Golden State Warriors    | 19                | 63                | .232              | 48                | 12–29             | 7–34              | 2–22              |                   |
| Los Angeles Clippers     | 15                | 67                | .183              | 52                | 10–31             | 5–36              | 5–19              |                   |

## Estadísticas

### Temporada regular
| Jugador           | PJ | PT | MPP  | %TC  | %3P  | %TL  | RPP  | APP | ROB | TPP | PPP  |
| ----------------- | -- | -- | ---- | ---- | ---- | ---- | ---- | --- | --- | --- | ---- |
| Adonal Foyle      | 76 | 59 | 21.8 | .508 |      | .378 | 5.6  | .6  | .3  | 1.8 | 5.5  |
| Vonteego Cummings | 75 | 11 | 23.9 | .405 | .325 | .751 | 2.5  | 3.3 | 1.2 | .2  | 9.4  |
| Tony Farmer       | 74 | 9  | 16.2 | .407 | .182 | .766 | 4.0  | 1.0 | .9  | .2  | 6.3  |
| Mookie Blaylock   | 73 | 72 | 33.7 | .391 | .336 | .705 | 3.7  | 6.7 | 2.0 | .3  | 11.3 |
| Jason Caffey      | 71 | 56 | 30.4 | .479 | .000 | .597 | 6.8  | 1.7 | .9  | .3  | 12.0 |
| Donyell Marshall  | 64 | 51 | 32.4 | .394 | .355 | .780 | 10.0 | 2.6 | 1.1 | 1.1 | 14.2 |
| Sam Jacobson†     | 49 | 5  | 13.5 | .507 | .375 | .769 | 1.4  | .6  | .6  | .1  | 5.0  |
| Antawn Jamison    | 43 | 41 | 36.2 | .471 | .286 | .611 | 8.3  | 2.1 | .7  | .3  | 19.6 |
| John Starks†      | 33 | 30 | 33.6 | .378 | .348 | .833 | 2.8  | 5.2 | 1.1 | .1  | 14.7 |
| Larry Hughes†     | 32 | 32 | 40.8 | .389 | .243 | .736 | 5.9  | 4.1 | 1.9 | .5  | 22.7 |
| Tim Young         | 25 | 0  | 5.5  | .333 |      | .778 | 1.4  | .2  | .1  | .0  | 2.2  |
| Bill Curley†      | 24 | 0  | 10.8 | .404 | .000 | .720 | 1.8  | .6  | .5  | .2  | 2.7  |
| Mark Davis        | 23 | 7  | 20.2 | .409 | .000 | .660 | 3.7  | 1.7 | 1.1 | .2  | 6.2  |
| Sam Mack          | 23 | 5  | 14.5 | .303 | .328 | .950 | 1.7  | 1.0 | .8  | .0  | 5.0  |
| Tim Legler        | 23 | 4  | 12.3 | .359 | .333 | .778 | 1.0  | 1.0 | .2  | .0  | 3.3  |
| Terry Cummings    | 22 | 0  | 18.1 | .429 |      | .821 | 4.9  | 1.0 | .6  | .4  | 8.4  |
| Erick Dampier     | 21 | 12 | 23.6 | .405 |      | .529 | 6.4  | .9  | .4  | .7  | 8.0  |
| Chris Mills       | 20 | 11 | 32.5 | .421 | .267 | .810 | 6.2  | 2.4 | .9  | .2  | 16.1 |
| Billy Owens†      | 16 | 4  | 24.1 | .380 | .286 | .595 | 6.8  | 2.4 | .4  | .3  | 6.4  |
| Damon Jones†      | 13 | 1  | 15.1 | .463 | .478 | .778 | 1.2  | 3.0 | .5  | .0  | 5.2  |
| Drew Barry†       | 8  | 0  | 10.6 | .500 | .333 | .500 | 1.0  | 2.1 | .3  | .0  | 2.8  |
| Chris Carr†       | 7  | 0  | 10.6 | .333 | .125 | .842 | 1.9  | .4  | .0  | .1  | 5.6  |
| Jamel Thomas†     | 4  | 0  | 6.8  | .375 | .000 |      | .8   | 1.0 | .3  | .0  | 1.5  |

- † Indica jugador que perteneció a más de una plantilla durante la temporada. Las estadísticas solo reflejan su paso por los Warriors.